# Vahap Şanal
Vahap Şanal (Izmir, 26 de maig de 1998) és un escaquista turc que té el títol de Gran Mestre Internacional. L'any 2016, quan tenia 18 anys, va esdevenir el novè turc en rebre el títol de Gran Mestre i el més jove en tenir-lo.
A la llista d'Elo de la FIDE de desembre de 2021, hi tenia un Elo de 2601 punts, cosa que en feia el jugador número 3 (en actiu) de Turquia. El seu màxim Elo va ser de 2601 punts, a la llista del desembre de 2021 (posició 223 al rànquing mundial).

## Resultats destacats en competició
Juga a escacs des de l'escola primària. El 2008 va ser campió del món i el 2010 subcampió, en la seva categoria, als torneigs interescolars de Singapur i Kayseri, respectivament.
Va ser campió de la Copa de Turquia el 2017.
També fou el campió del torneig Lienz 2017, a Àustria.
Şanal fou campió de Turquia el 2019, i el novembre de 2020 revalidà novament el títol.